# Joseph Wright of Derby
Pour les articles homonymes, voir Joseph Wright (homonymie) et Wright.
Joseph Wright, dit Joseph Wright of Derby, né le 3 septembre 1734 à Derby et mort le 29 août 1797 dans la même ville, est un peintre britannique.
Il a été reconnu comme « le premier peintre professionnel à représenter l'esprit de la révolution industrielle ».
Il est célèbre pour sa technique du clair-obscur, qui accentue les contrastes entre les parties claires et sombres, et pour ses tableaux de scènes éclairées par une lumière locale. Ses tableaux représentant les débuts de la science avec l'alchimie, souvent tirés des réunions de la Lunar Society, groupe de scientifiques et industriels très influents vivant dans les Midlands anglaises, forment des archives importantes sur le combat de la science contre les valeurs religieuses et l'obscurantisme au siècle des Lumières.
Le conseil communal de Derby possède beaucoup de tableaux et dessins de Wright qui sont conservés au Derby Museum and Art Gallery, où ils sont temporairement prêtés à d'autres collections publiques.

## Biographie
Joseph Wright est né à Irongate à Derby, fils de l'avocat puis secrétaire de mairie, John Wright (1697-1767), et de sa femme, Hannah Brookes (1700-1764) ; il est le troisième de leurs cinq enfants. Wright est élève au lycée général de Derby et apprend à dessiner en autodidacte en copiant des gravures. Voulant devenir peintre, Wright s'installe à Londres en 1751 et devient élève du portraitiste de renom, Thomas Hudson, également maître de Joshua Reynolds. Après avoir peint des portraits à Derby pendant longtemps, Wright travaille de nouveau avec Hudson en tant qu'assistant, pendant quinze mois. En 1753, il revient dans sa ville natale où il diversifie sa pratique du portrait en utilisant la technique du clair-obscur sous lumière artificielle, pour laquelle il est considéré comme maître en la matière, et en peignant des tableaux de paysages. En 1756, Wright entre de nouveau à l'atelier de Thomas Hudson pendant quinze mois, et y entame une très longue amitié avec son camarade John Hamilton Mortimer. Wright connaît une période fructueuse à Liverpool, entre 1768-1771, durant laquelle il peint beaucoup de portraits, dont des tableaux de nombreuses personnalités de la ville et leur famille.

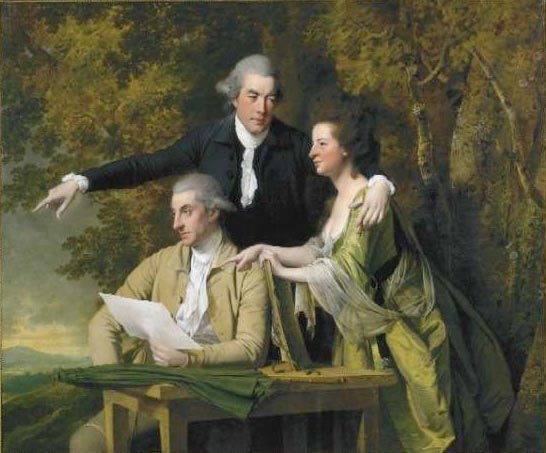
D'Ewes Coke, sa femme, Hannah, son cousin Daniel Coke (1782), Derby Museum and Art Gallery.

Joseph Wright épouse Ann Swift — aussi connue sous le nom de Hannah —, dont le père travaille dans les mines de plomb, le 28 juillet 1773. À la fin de cette même année, il part visiter l'Italie, où il reste jusqu'en 1775. Wright et sa femme ont six enfants, dont trois meurent en bas âge. À Naples, Wright est témoin d'une éruption du Vésuve, ce qui donne le sujet de ses tableaux suivants. À son retour d'Italie, il s'installe à Bath dans le Somerset en tant que peintre portraitiste, mais ne rencontrant que peu de succès, il retourne à Derby définitivement.
Wright est un contributeur régulier des expositions de la Society of Artists de 1765 à 1776, puis moins régulièrement de 1778 à 1794 à la Royal Academy, dont il est élu associé en 1781, puis membre à part entière en 1784. Il décline cependant ce dernier privilège, en réponse à un affront qu'il pensait avoir reçu et coupe tout lien officiel avec la Royal Academy, tout en participant aux expositions de 1783 à 1794. Il expose aussi à la Society for Promoting the Arts de Liverpool.
Le surnom « Wright of Derby » lui est attribué pour la première fois par un critique de l'exposition de The Gazetteer en 1768. À une époque où il n'était pas d'usage d'appeler un artiste par son prénom, il était indispensable de pouvoir différencier les œuvres de deux artistes nommés Wright : Joseph Wright, qui commença à exposer en 1765, et Richard Wright (1735-1774), de Liverpool, qui débuta en 1762. Le surnom de « Wright of Derby », d'abord donné pour des questions de commodité, lui est définitivement resté.
Durant les dernières années de sa vie, il devient alors de plus en plus asthmatique et nerveux près de sa maison[pas clair], et il est soigné par son ami le Dr Erasmus Darwin. Ann Wright meurt le 17 août 1790. Le 29 août 1797, Joseph Wright of Derby meurt dans sa nouvelle demeure du 28, Queen Street à Derby, où il passe ses derniers jours avec ses filles.

## Œuvre

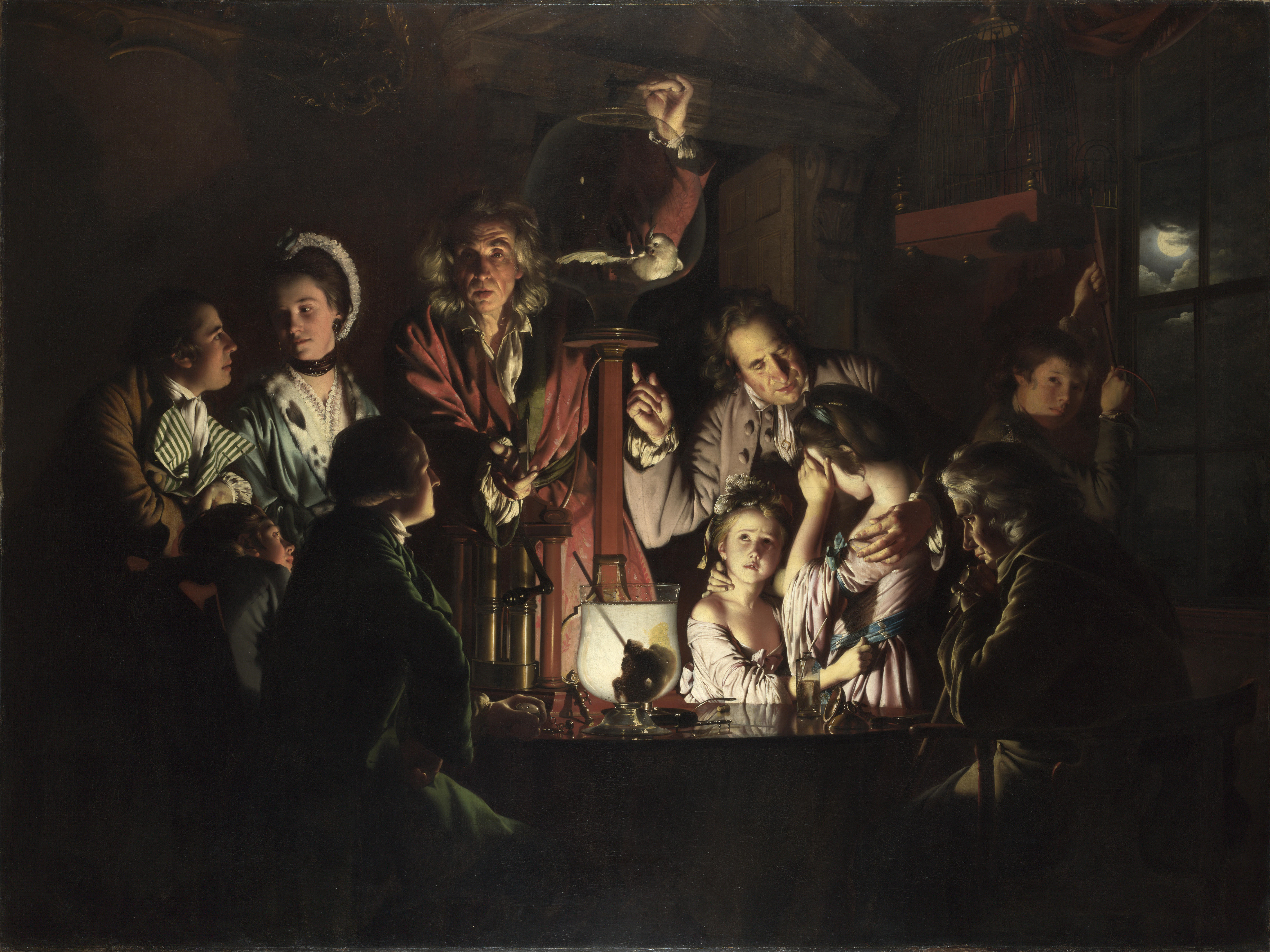
An Experiment on a Bird in the Air Pump (1768), Londres, National Gallery.

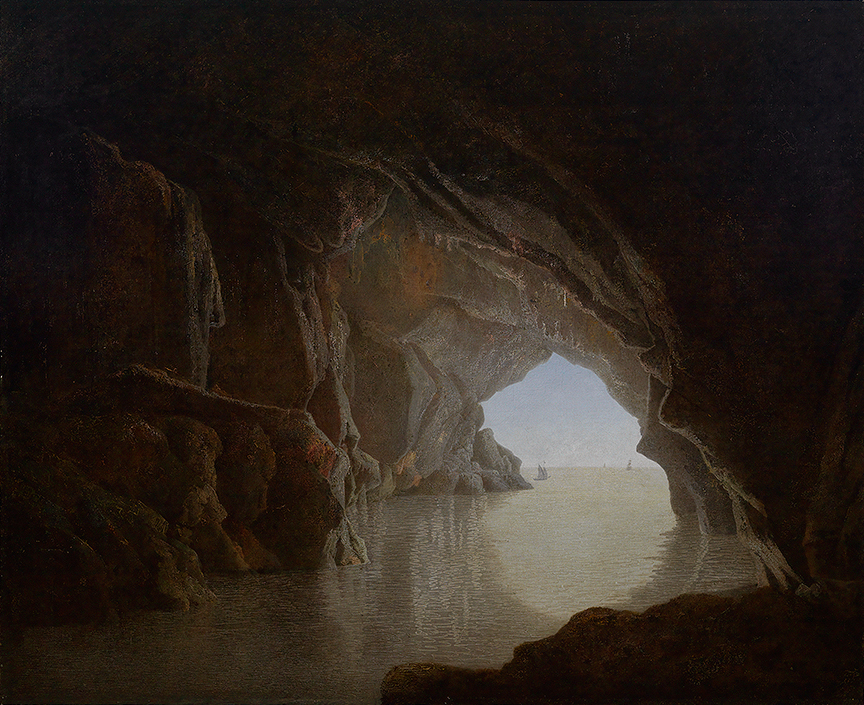
Cave at evening (1774), Northampton, Smith College Museum of Art.

Wright a atteint son apogée avec ses sujets éclairés par une source de lumière locale, dont Three Gentlemen observing the 'Gladiator' (en) (1765), Philosophe faisant un exposé sur le planétaire (1766), conservé au Derby Museum and Art Gallery et An Experiment on a Bird in the Air Pump (1768) conservé à la National Gallery de Londres en sont des exemples représentatifs.
Joseph Wright of Derby a peint Dovedale by Moonlight, saisissant un paysage rural de nuit à la pleine lune. Il est conservé au Allen Memorial Art Museum à l'Oberlin College. Son pendant, Dovedale by Sunlight (vers 1784-1785) saisit les couleurs de ce paysage de jour. Dans un autre Moonlight Landscape (paysage au clair de lune) conservé au musée d'Art John-et-Mable-Ringling de Sarasota en Floride, tout aussi spectaculaire, la lune est cachée par un pont en arc au-dessus de l'eau, mais illumine la scène où l'eau scintille, par opposition à l'obscurité du paysage. Un autre célèbre tableau de son excursion au Lake District est Rydal Waterfall, peint en 1795.
Cave at evening a été peint en 1774 en Italie avec le même type de clair-obscur. Il est proche de Grotto by the Seaside in the Kingdom of Naples with Banditti, Sunset de 1778  (Grotte en bord de mer dans le royaume de Naples avec des bandits, au coucher du soleil) du musée des Beaux-Arts de Boston.

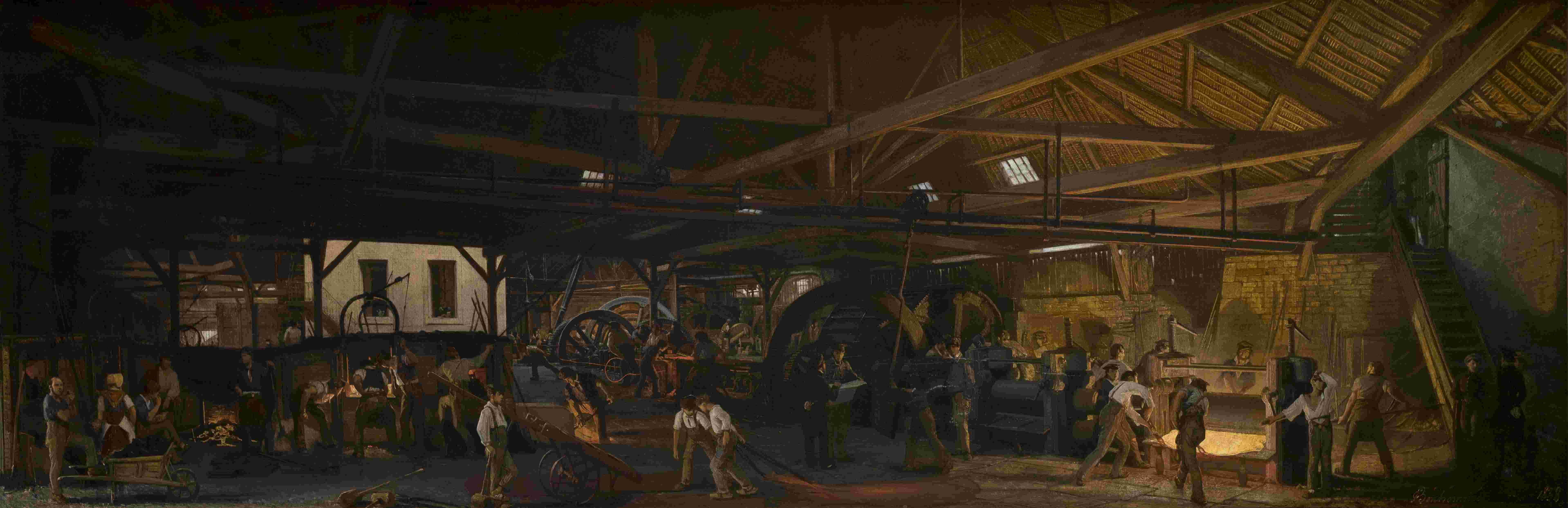
Ignace-François Bonhommé, Tôlerie des forges d'Abainville, 1838, huile sur toile, Jarville-la-Malgrange, Féru des Sciences

Le peintre s’intéresse également à la représentation d’ateliers de forgeron, qu’il multiplie entre 1771 et 1773. Dans ces toiles, les scènes nocturnes et l’incandescence des métaux lui permettent d’avoir recours à un clair-obscur prononcé. Nous citons notamment l’œuvre La Forge de 1772, conservée à la Tate Gallery de Londres. Il s’attèle ici à la représentation des ouvriers dans une forge de type artisanal, comme celles existantes dans le Derbyshire. Les visages sont ici particulièrement bien éclairés et peuvent être identifiés. Quelques décennies plus tard, le peintre français Ignace-François Bonhommé s’intéresse aux mêmes sujets. Ils partagent, en effet, la même fascination pour le secteur industriel et pour la figuration des forges. En revanche, ce dernier représente notamment leur modernisation au début du XIXe siècle.

### Peindre le siècle des Lumières anglaises
Joseph Wright of Derby est proche des industriels pionniers des Midlands. Deux de ses mécènes les plus importants sont Josiah Wedgwood, qui contribua aux débuts de la révolution industrielle et innova tant sur le plan de l'organisation de la production de la poterie, et Richard Arkwright, considéré comme le créateur du système usinier (factory system) dans l'industrie du coton. Un de ses élèves, William Tate, est l'oncle de l'homme d'affaires excentrique, constructeur de tunnel Joseph Williamson, et acheva certaines œuvres de Wright après sa mort. Wright connaît également Erasmus Darwin ainsi que d'autres membres de la Lunar Society, qui rassemble d'importants industriels, des scientifiques et des philosophes. Bien que les réunions se tiennent à Birmingham, Erasmus Darwin, grand-père de Charles Darwin, vit à Derby, et certains des tableaux de Joseph Wright, sur lesquels il a également utilisé la technique du clair-obscur, sont inspirés des rassemblements de la Lunar Society.
An Experiment on a Bird in the Air Pump (1768, Londres, National Gallery), montre des personnes rassemblées autour d'une expérience sur la nature de l'air et de sa capacité à permettre la vie.

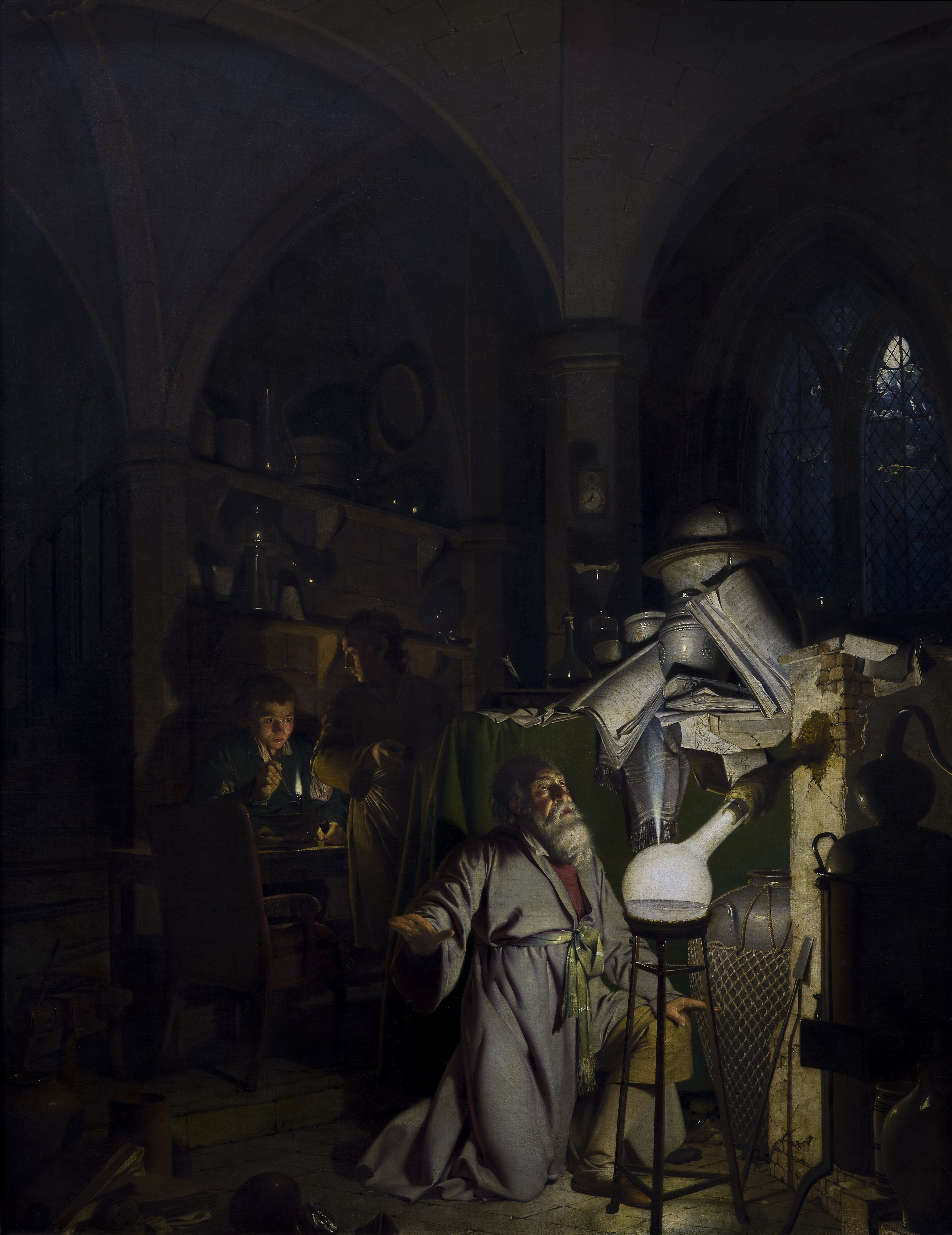
L'Alchimiste découvrant le phosphore (1771), Derby Museum and Art Gallery.

L'Alchimiste découvrant le phosphore (1795, Derby Museum and Art Gallery) décrit la découverte de l'élément phosphore par l'alchimiste allemand Hennig Brand en 1669. Un flacon dans lequel une grande quantité d'urine a été portée à ébullition s'enflamme, comme le phosphore, présent en grande quantité dans l'urine, prend feu au contact de l'air.

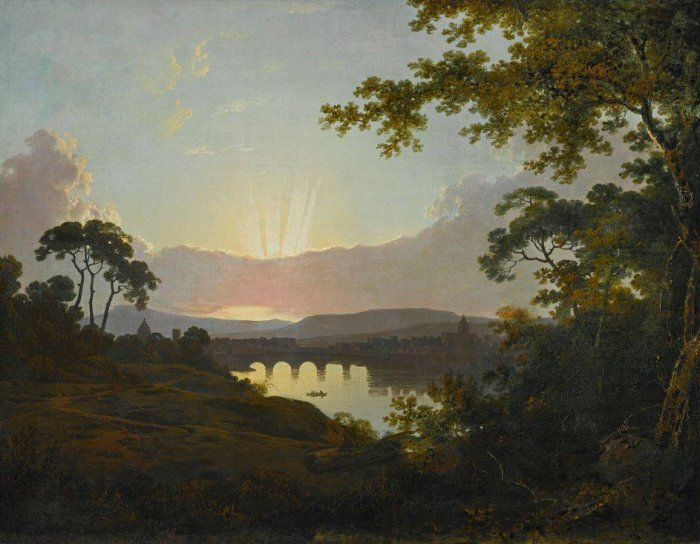
Vue de Florence et de l’Arno (vers 1793), Montpellier, musée Fabre.

Philosophe faisant un exposé sur le planétaire (A Philosopher Lecturing on the Orrery, vers 1766, Derby Museum and Art Gallery) montre un ancien mécanisme permettant de décrire le mouvement des planètes autour du soleil. Le scientifique écossais James Ferguson (1710-1776) prit en charge une série de conférences à Derby en juillet 1762, basées sur son livre Lectures on Select Subjects in Mechanics, Hydrostatics, Pneumatics, Optics &c (1760). Pour illustrer ses conférences, Ferguson utilisa divers instruments, maquettes et machines. Wright assista certainement à ces cours, d'autant plus que des billets étaient disponibles chez John Whitehurst, proche voisin de Wright, horloger et scientifique. Wright a d'ailleurs sûrement fait appel à la connaissance pratique de Whitehurst pour en savoir plus sur le planétaire et son mode de fonctionnement.
On considère que ces tableaux rapportant des faits concrets ont aussi un sens métaphorique ; l'incandescence du phosphore devant une figure priant faisant écho à la transition houleuse de la foi à l'interprétation scientifique et à l'instruction, et les diverses expressions sur les visages autour de l'oiseau dans la pompe à air indiquant l'inquiétude concernant la possible inhumanité du siècle des sciences à venir. Ces tableaux représentent un point culminant des enquêtes scientifiques qui commencèrent à dévaloriser le pouvoir de la religion dans les sociétés occidentales.
- Philosophe faisant un exposé sur le planétaire, 1764-1766, huile sur toile, 147 × 203 cm, Derby Museum and Art Gallery[9].
- Deux garçons avec une vessie, 1767, huile sur toile, 92,7 × 73 cm, J. Paul Getty Museum[10].
- Une expérience sur un oiseau dans la pompe à air, 1768, huile sur toile, 183 × 244 cm, Londres, National Gallery[11].
- Académie à la lumière de la lampe, 1769, huile sur toile, 127 × 101 cm, New Haven, Yale Center for British Art[12].
- Le Forgeron, 1771, huile sur toile, 128 × 104 cm, New Haven, Yale Center for British Art[13].
- Une forge, 1772, huile sur toile, 121 × 132 cm, Londres, Tate Britain[14].
- Forge vue de l'extérieur, 1773, huile sur toile, 105 × 140 cm, Saint-Petersbourg, musée de l'Ermitage[15].
- Le Vieil homme et la mort, 1773, huile sur toile, 102 × 127 cm, Hartford, Wadsworth Atheneum[16].
- Grotte le soir, 1774, huile sur toile, 102 × 127 cm, Northampton, Smith College Museum of Art[17].
- Vésuve en éruption, avec vue sur les îles de la baie de Naples, 1776-1780, huile sur toile, 122 × 176 cm, Londres, Tate Britain[18].
- Matlock Tor au clair de lune, 1777-1780, huile sur toile, 63 × 76 cm, New Haven, Yale Center for British Art[19].
- Grotto by the Seaside in the Kingdom of Naples with Banditti, Sunset, 1778, musée des Beaux-Arts de Boston [20].
- Le Tombeau de Virgile, trois versions, de 1779 à 1785[réf. nécessaire].
- Le Tombeau de Virgile avec Silius Italicus, 1779, huile sur toile, 102 × 128 cm, New Haven, Yale Center for British Art[21].
- Autoportrait, vers 1780, huile sur toile, 61 × 73 cm, New Haven, Yale Center for British Art[22].
- Sir Brooke Boothby, 1781, huile sur toile, 149 × 208 cm, Londres, Tate Britain[23].
- La Veuve indienne, 1783-1784, Derby, Museum and Art Gallery.
- Réverend Basil Bury Beridge, vers 1785, huile sur toile, 127 × 101 cm, Vienne, Kunsthistorisches Museum[24].
- Ferme en feu la nuit, 1785-1793, huile sur toile, 56 × 80 cm, New Haven, Yale Center for British Art[25].
- Vésuve vu du Posillipo, vers 1788, huile sur panneau, 63 × 83 cm, New Haven, Yale Center for British Art[26].
- Mrs Francis Boott, 1790-1793, musée des Beaux-Arts de Boston[27].
- Roméo et Juliette : la scène du tombeau, vers 1790, huile sur toile, 178 × 241 cm, Derby Museum and Art Gallery[28].
- Vue du lac de Nemi au soleil couchant, vers 1790, huile sur toile, 105 × 128 cm], Paris, musée du Louvre[29].
- Vue de Florence et de l'Arno, vers 1793, huile sur toile, 58,4 × 76,5 cm, Montpellier, musée Fabre.
- Paysage à l'arc en ciel, 1794, huile sur toile, 83 × 107 cm, Derby Museum and Art Gallery[30].
- L'Alchimiste découvrant le phosphore, 1795, huile sur toile, 127 × 107 cm, Derby Museum and Art Gallery[31].

## Hommages
Le lieu de naissance de Wright, au no 28 sur Irongate à Derby, est marqué par une représentation d'un planétaire sur le trottoir à proximité.
Joseph Wright fut enterré dans les terres de St Alkmund's Church à Derby. L'église fut détruite de façon controversée en 1968 pour faire de la place à une nouvelle portion de la rocade intérieure passant par le centre-ville et se trouve maintenant sous la route. Les restes de Wright ont été transposés au Nottingham Road Cemetery. En 1997, sa pierre tombale fut placée à côté de la cathédrale de Derby et en 2002, elle fut apportée à l'intérieur et fixé à un mur à un endroit bien visible près du mémorial très fréquenté à Bess of Hardwick.
Le nom de Joseph Wright a été donné au Sixth Form Centre (deux dernières années du lycée) situé sur Cathedral Row à Derby, pas très loin d'Irongate. Le Joseph Wright Centre a été ouvert en 2005 comme lieu vedette du Derby College. Le college a été nommé d'après ce peintre du XVIIIe siècle parce que ses œuvres ont immortalisé les nombreuses avancées scientifiques et technologique de la révolution industrielle. Fidèle à l'esprit de réussite de Joseph Wright, ce nouveau centre est devenu le cadre idéal pour faire progresser vos projet de carrière.

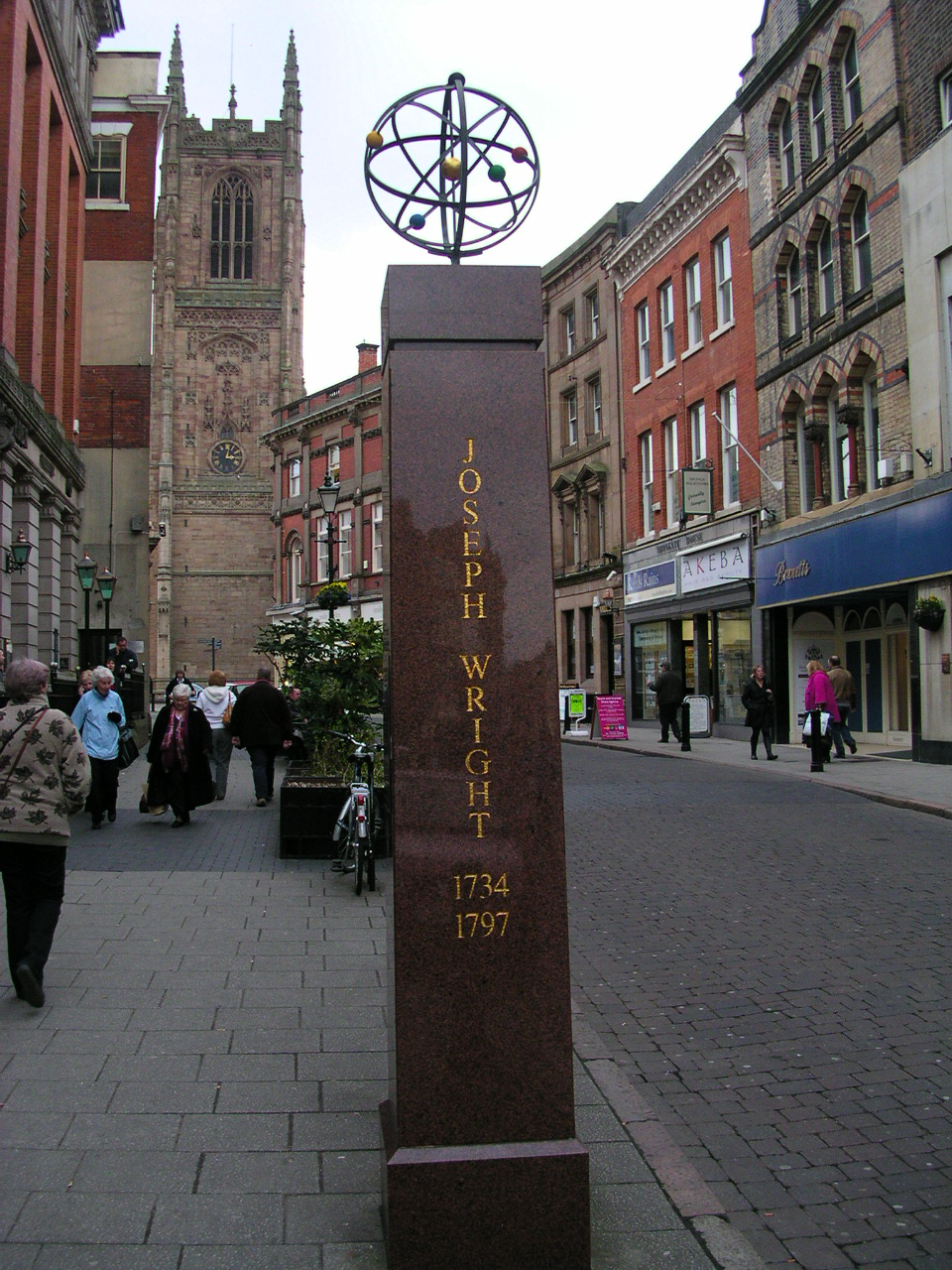
Le mémorial du planétaire près de sa maison natale à Derby.
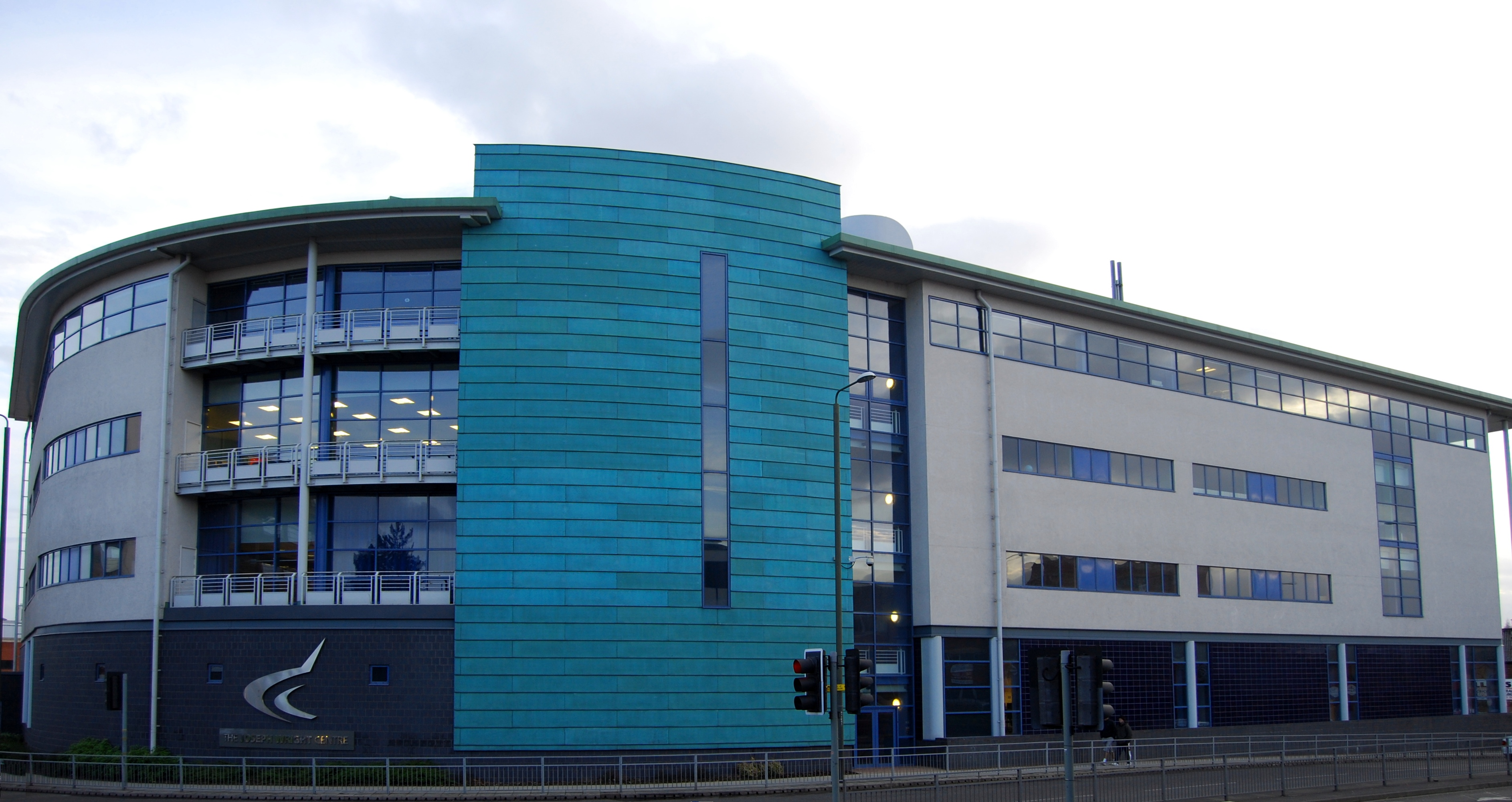
Joseph Wright 6th Form Centre à Derby.